# Fastelavn
Fastelavn est le nom du carnaval dans les pays historiquement luthériens que sont le Danemark, la Norvège, la Suède, l'Islande, le Groenland, l'Estonie et les Îles Féroé. Fastelavn est célébré soit le dimanche soit le lundi avant le mercredi des Cendres. Ce jour est corrélé à la tradition catholique romaine du Carnaval et du Mardi-Gras dans les jours précédents le Carême. Cependant, originaire du Danemark, fastelavn a adopté des distinctions spécifiques lorsque ce pays devint protestant.
Lors de cette fête, les enfants sont déguisés, et c'est une journée de jeu en famille.

## Étymologie
Le terme fastelavn vient du vieux danois fastelaghen, qui est un emprunt du moyen bas allemand vastel-avent, signifiant « avant le jeûne », c'est-à-dire le jour avant le début du Carême. Le mot est apparenté à beaucoup des langues germaniques, comme en limbourgeois vastelaovend, en néerlandais vastenavond, en scots Fastens-een, en lituanien lastavāgs et en estonien vastlapäev.

## Festivités

### Slå katten af tønden
Les événements traditionnels comprennent slå katten af tønden (« frapper le chat hors du tonneau »), qui est quelque peu similaire à l'utilisation d'une piñata. Historiquement, il y avait vraiment un chat noir dans le tonneau, et battre le tonneau pour le faire sortir était superstitieusement considéré comme une protection contre les esprits mauvais. Les Danois utilisent aujourd'hui un tonneau en bois, rempli de bonbons et d'oranges, et sur lequel est fixée une image de chat. Les enfants déguisés tapent chacun leur tour le tonneau à l'aide d'une batte, jusqu'à ce que le tonneau se casse et que les bonbons tombent. Celui ou celle qui réussit à faire tomber tous les bonbons devient kattedronning (« reine des chats »), et choisit un roi, le kattekonge, en général celui qui finit de casser le dernier morceau de tonneau, après que les bonbons sont récupérés et partagés.

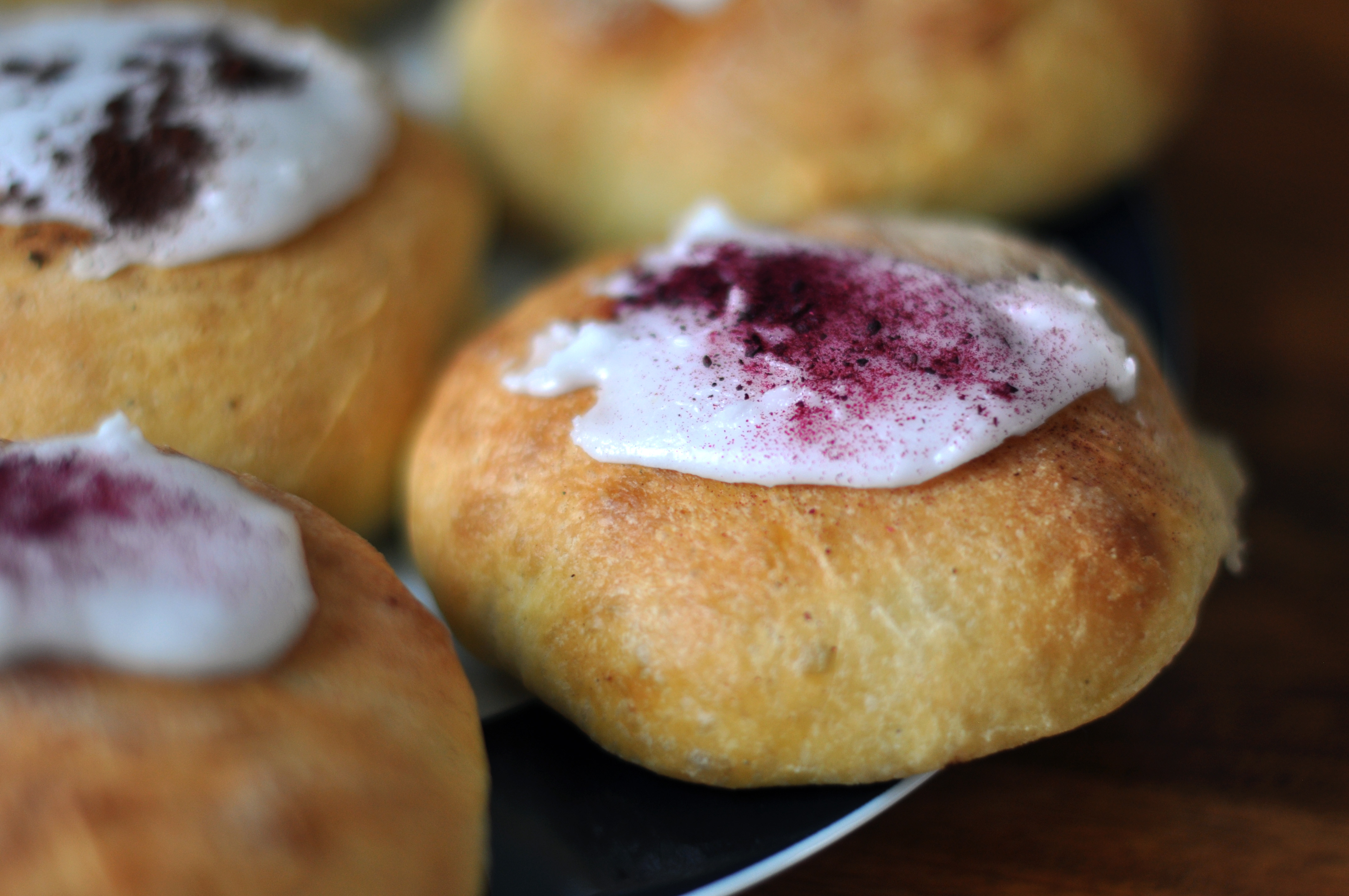
Fastelavnsboller

### Fastelavnsboller
Au Danemark et en Norvège, une pâtisserie traditionnelle est associée à la fête du Fastelavn. Il s'agit du fastelavnsbolle (« petit pain de Fastelavn »), une petite brioche ronde sucrée généralement couverte par un glaçage et remplie d'une crème fouettée.
Des pains similaires sont consommés dans d'autres pays du Nord de l'Europe, par exemple le semla en Suède.

### Chanson

Mélodie de Fastelavn est mon nom

Une chanson populaire des enfants au Danemark, chantée avant de commencer de battre le chat, est :
| Original en danois Fastelavn er mit navn, boller vil jeg have. Hvis jeg ingen boller får, så laver jeg ballade. Boller op, boller ned boller i min mave. Hvis jeg ingen boller får, så laver jeg ballade. | Traduction en français Fastelavn est mon nom Je veux des petits pains. Si je n'ai pas de petits pains, Je vais faire des bêtises. Des petits pains en haut, des petits pains en bas des petits pains dans mon ventre. Si je n'ai pas de petits pains, Je vais faire des bêtises. |

## Dans d'autres pays
Ísafjörður est la seule ville en Islande qui célèbre Fastelavn le même jour que les autres pays nordiques, le jour étant connu sous le nom de Maskadagur (« masque-jour »). Il semble y avoir quelques petites traditions locales qui sont plus proches des traditions carnavalesques d'autres pays, comme le mercredi des Cendres, les défilés du carnaval, le Mardi gras, mais elles ne sont pas particulières à la culture danoise.

## Sources
- (en) Cet article est partiellement ou en totalité issu de l’article de Wikipédia en anglais intitulé « fastelavn » (voir la liste des auteurs).